# 山交バス尾花沢待合所
山交バス尾花沢待合所（やまこうバスおばなさわまちあいじょ）は、山形県尾花沢市上町にあるバスターミナルである。市中心部に鉄道が走っていない尾花沢市にとって交通の拠点となる施設であり、東京行、仙台行の長距離バスの停留所となるほか、山交バス、尾花沢市営バスのターミナルである。
かつての山形交通尾花沢線尾花沢駅の跡地にあり、尾花沢待合所を基点に商店街が広がっている。かつて、核テナントとしてダイエー尾花沢店が入居していたショッピングセンターの一角に入居していたが、ダイエーが撤退。その後改装し「パレットスクエア」という施設になり、核店舗として業務スーパーが入居したが、業務スーパーも撤退して施設内に商店はなくなり、建物内の片隅に当待合所だけが残っている。改装の過程で、当待合所が一時的に建物前の転回所に設けられた仮設待合所に移ったこともあった。

## 構造
- 元ショッピングセンターの建物の一角に待合室を有し、屋外に山交バスと尾花沢市営バスのバスポールが設置されている。
- 山交バスの定期券や高速バスチケットは、隣接する尾花沢タクシーが業務を委託されており、尾花沢タクシーの事務所で購入できる。
- 尾花沢市営バスの定期券や回数券は尾花沢市役所市民税務課市民生活係で扱っている。

## 周辺
- 尾花沢市役所
- 芭蕉清風歴史資料館
- サルナート

## 路線
山交バスのりば
- TOKYOサンライズ号
新庄駅前 - 尾花沢待合所 - 東京駅八重洲通り（乗車もしくは降車専用）
- 特急48ライナー
新庄駅前 - 尾花沢待合所 - 村山駅前 - 公立病院 - さくらんぼ東根駅前 - 広瀬通一番町 - 仙台駅前
- 公立病院尾花沢線
尾花沢待合所- 北村山高前 - 大石田駅前 - 土生田 - 林崎  - 村山駅前 - 公立病院

尾花沢市営バスのりば
- 銀山線
大石田駅前 - 尾花沢待合所 - 二藤袋 - 鶴巻田 - 銀山温泉
- 鶴子線
（大石田駅前 / 尾花沢市役所） - 尾花沢待合所 - 延沢 - 鶴子温泉 - 森のホテル
※便によって、大石田駅前始発と尾花沢市役所始発がある。
- 市野々線
尾花沢市役所 - 尾花沢待合所 - 正巌 - 高橋 - 市野々
- 南沢線
尾花沢市役所 - 尾花沢待合所 - 福原公民館前 - 南沢
- 毒沢線
尾花沢市役所 - 尾花沢待合所 - 芦沢駅前 - 毒沢

## 尾花沢駅
尾花沢駅（おばなざわえき）は、かつて山形県尾花沢市上町にあった山形交通（現・ヤマコー）尾花沢線の鉄道駅である。

### 歴史
- 1926年（大正15年）8月16日 - 尾花沢鉄道による尾花沢線開業に伴い開設。
- 1943年（昭和18年）10月1日 - 三山電気鉄道、高畠鉄道と合併して山形交通の運営となる。
- 1969年（昭和44年）12月17日 - 列車を運休し、バス代行運転を実施（翌年3月31日まで）。
- 1970年（昭和45年）
  - 9月10日 - 廃止。
  - 9月14日 - 閉業式を実施。記念列車を運転する。